# Corgatha terracotta
Corgatha terracotta là một loài bướm đêm trong họ Erebidae.